# Magnetstahl
Magnetstahl ist ein ferromagnetischer Werkstoff, welcher eine Koerzitivfeldstärke von mehr als 1 kA/m aufweist und damit besonders lange in einer einmal aufgeprägten Magnetisierungsrichtung verharrt. Er gilt deshalb als magnetisch hart. 
Magentstahl besteht neben dem Hauptbestandteil Eisen häufig aus den beiden Zusätzen Kobalt und Chrom, Nickel-Aluminium- oder Wolframlegierungen. Er enthält in der Regel einen vergleichsweise hohen Anteil an Silizium, um die elektrische Leitfähigkeit des Werkstoffes zu reduzieren.
Weitere magnetisch harte Stoffe sind z. B. Legierungen wie Neodym-Eisen-Bor, Alnico, Platin-Cobalt-Magnete und Bariumferrit.

## Weblink
- magnetisch hart bei spektrum.de